# Elio Trenta
Elio Trenta (Città della Pieve, 13 marzo 1913 – Città della Pieve, 26 aprile 1934) è stato un inventore italiano.

## Biografia

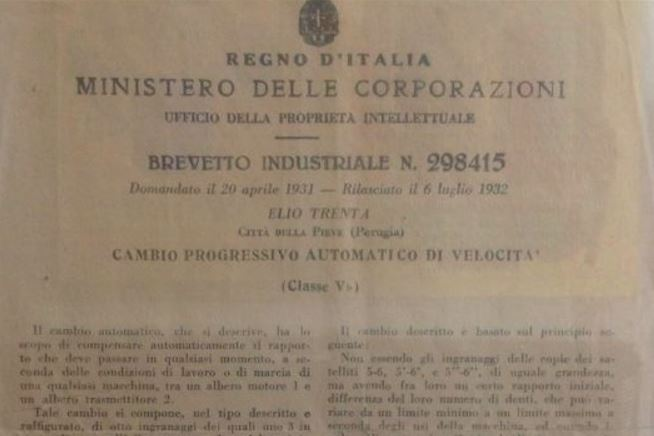
Elio Trenta - Brevetto del cambio automatico

Elio Trenta nacque a Città della Pieve, in provincia di Perugia, il 13 marzo 1913. Pur non avendo conseguito titoli di studio, fu tra i primi inventori a progettare il cambio automatico.
Il suo brevetto di un cambio automatico progressivo di velocità venne presentato, registrato e rilasciato in Italia nel 1932 dal Ministero delle corporazioni - Ufficio delle proprietà intellettuali, con il numero 298415.

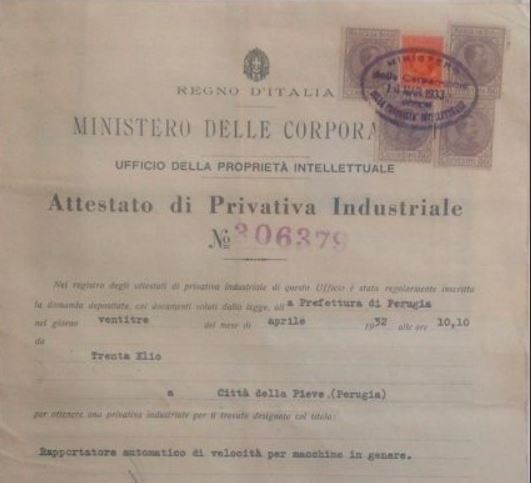
Elio Trenta - Attestato di Privativa industriale

  Il primo apparecchio di questo tipo era stato inventato nel 1921 dal canadese Alfred Horner Munro che lo brevettò nel 1925, tuttavia Elio Trenta fu sicuramente il più giovane fra quanti ebbero questa precoce intuizione.
Trenta presentò la sua invenzione alla FIAT ma senza successo poiché all'epoca l'azienda era interessata ad una stabilità di costi degli autoveicoli. A questo si aggiungeva il fatto che il cambio automatico  avrebbe potuto penalizzare la potenza del motore e questo non ne favoriva l'uso in un momento in cui la FIAT, negli anni '30 del Novecento , era impegnata nella corsa delle prestazioni che segnava le fortune del mercato dell'auto italiana.
Morì precocemente a soli 21 anni il 26 aprile 1934.

## Nei media
La vicenda umana di Elio Trenta è stata raccontata dal regista Marco Tullio Giordana sul quotidiano La Repubblica, anticipando il monologo E.T. L'incredibile storia di Elio Trenta, andato in scena in prima nazionale al Todi festival il 2 settembre 2021 e interpretato da Luigi Diberti con la sceneggiatura di Gianmario Pagano e regia di Francesco Frangipane.